# Crônicas do Cretáceo
Crônicas do Cretáceo: O tempo antes de nós é um livro brasileiro de ficção científica escrito pelo biólogo André Nemésio e publicado em 04 de novembro de 2020 (versão digital) e 11 de novembro de 2020 (versão impressa). 

## Sinopse
A trama baseia-se na possibilidade do surgimento da inteligência e da senciência mais de uma vez na história do nosso planeta e que a linhagem dos dinossauros teve tempo suficiente para que uma ou mais espécies inteligentes pudessem ter surgido. Partindo dessa premissa, e relacionando-a com as possibilidades de vida inteligente em outros planetas, a humanidade, em fins do século XXI, descobre evidências de que uma civilização desconhecida já esteve em nosso sistema solar milhões de anos antes do surgimento da espécie humana. Acreditando inicialmente que tal civilização teria origem extraterrestre, os cientistas gradualmente se dão conta, através do estudo de um cubo de ouro encontrado em Marte e aplicando o pensamento lógico-dedutivo, que, na verdade, a Terra já foi habitada não por uma, mas por duas espécies de dinossauros terópodes inteligentes no final do período Cretáceo. Essas duas espécies, conhecidas em seus respectivos idiomas como Korubo e Arama, erigiram civilizações com desenvolvimento tecnológico equivalente àquele alcançado pela humanidade no início do século XXI, e tiveram que lidar com um grande desafio: a chegada de um enorme asteroide em rota de colisão com a Terra. Embora tivessem a tecnologia para, ao menos, mitigar os efeitos do impacto, as desconfianças mútuas e o desprezo pela ciência por parte de alguns impediram que os dois povos lograssem êxito na tarefa de evitar o desastre, resultando no impacto que deu origem à cratera na região de Chicxulub, na atual Península de Yucatán, no México, há 66 milhões de anos, pondo fim à "era dos dinossauros".
O autor apoia-se nas mais recentes descobertas nas áreas da astronomia, geologia, geofísica, biologia evolutiva, paleontologia, paleoecologia e filosofia da ciência para construir sua trama, inclusive listando toda a literatura consultada e utilizada como fonte para sua história fictícia ao final da obra, dando à mesma um caráter adicional de divulgação científica. Os dinossauros terópodes, por exemplo, são retratados da forma mais exata possível, de acordo com os mais recentes estudos paleontológicos, que lhes atribuem penas. Além disso, referências e trocadilhos com várias outras obras de ficção científica estão presentes ao longo de toda a história.

## Recepção
Recebeu críticas positivas na imprensa. Foi um dos três finalistas do IV Prêmio Le Blanc e também finalista do Prêmio Argos de Literatura Fantástica 2021. Ganhou uma tradução para a língua inglesa, publicada em outubro de 2021.